# Партеній Ломиковський
Партеній Ломиковський ЧСВВ (хресне ім'я Павло; ?, Чішки — 20 липня 1729, Львів) — український церковний діяч, православний ієромонах, з 1700 року — унійний ієромонах-василіянин, архидиякон Львівської архикатедри, довголітній ігумен Підгорецького монастиря (1686—1729).

## Життєпис
Народився в селі Чішки біля Олеська. 25 березня 1677 року вступив до Підгорецького монастиря, де прийняв ім'я Партеній. Ігумен монастиря Созонт Ломиковський (можливо його родич) відвіз Партенія до Львова і доручив наглядові о. Діонісія Александровича, ігумена Теребовлянського монастиря, який тоді був у соборі святого Юра хранителем Теребовлянської чудотворної ікони Матері Божої. 5 квітня 1678 року єпископ Йосиф Шумлянський висвятив його на диякона. У 1686 році призначений ігуменом Підгорецького монастиря, однак перебрав цей обов'язок щойно 24 вересня 1687 року. В 1689 році їздив до Москви до царів Івана і Петра та цариці Софії Олексіївни й патріарха Йоакима для прошення милостині на побудову монастиря.
За ігуменства Партенія Ломиковського владика Йосиф Шумлянський 14 квітня 1694 року проголосив чудотворною ікону Пресвятої Богородиці в с. Голубиця, а 17 квітня того ж року ікону торжественно перенесено до Підгорецького монастиря. У 1700 році разом із монахами Підгорецької обителі і всією Львівською єпархією на чолі з єпископом Шумлянським прийняв Унію.
У 1702 році побудував дерев'яну церкву Благовіщення Пресвятої Богородиці, 1708 — кам'яну дзвіницю, 1717 — дерев'яну церкву Усікновення Чесної Глави Івана Хрестителя, а в 1726 році започаткував будівництво нової великої кам'яної церкви святого Онуфрія, яке завершилося, однак, через багато років після його смерті (1750).
26 серпня — 17 вересня 1720 року взяв участь у Замойському синоді Руської унійної церкви.
Помер 20 липня 1729 року у Львові. Записав перед смертю 40 тис. золотих Підгорецькому монастирю як капітал і 5 тис. зол. на будівництво церкви.